# 摩達中心
摩達中心（英語：Moda Center），2013年改名前為玫瑰园球场（Rose Garden Arena），是美国俄勒冈州波特兰市的一座著名体育场馆。
摩達中心始建于1995年, 取代纪念体育馆。

## 玫瑰园的球隊
- 波特兰开拓者 （NBA）

## 外部連結
- RoseQuarter.com （页面存档备份，存于）